# Pseudoyersinia brevipennis
Pseudoyersinia brevipennis (Yersin, 1860) è un insetto mantoideo appartenente alla famiglia Mantidae, endemico della Francia.

## Descrizione
Entrambi i sessi sono brachitteri cioè presentano ali ridotte. L'addome è sottile e allungato (lungo circa tre volte la propria larghezza), e di forma vagamente romboidale. Gli occhi sono conici e vicini tra loro; le antenne sono lunghe e filiformi.

## Distribuzione e habitat
La specie è endemica della Francia meridionale.